# Gare de Veenwouden

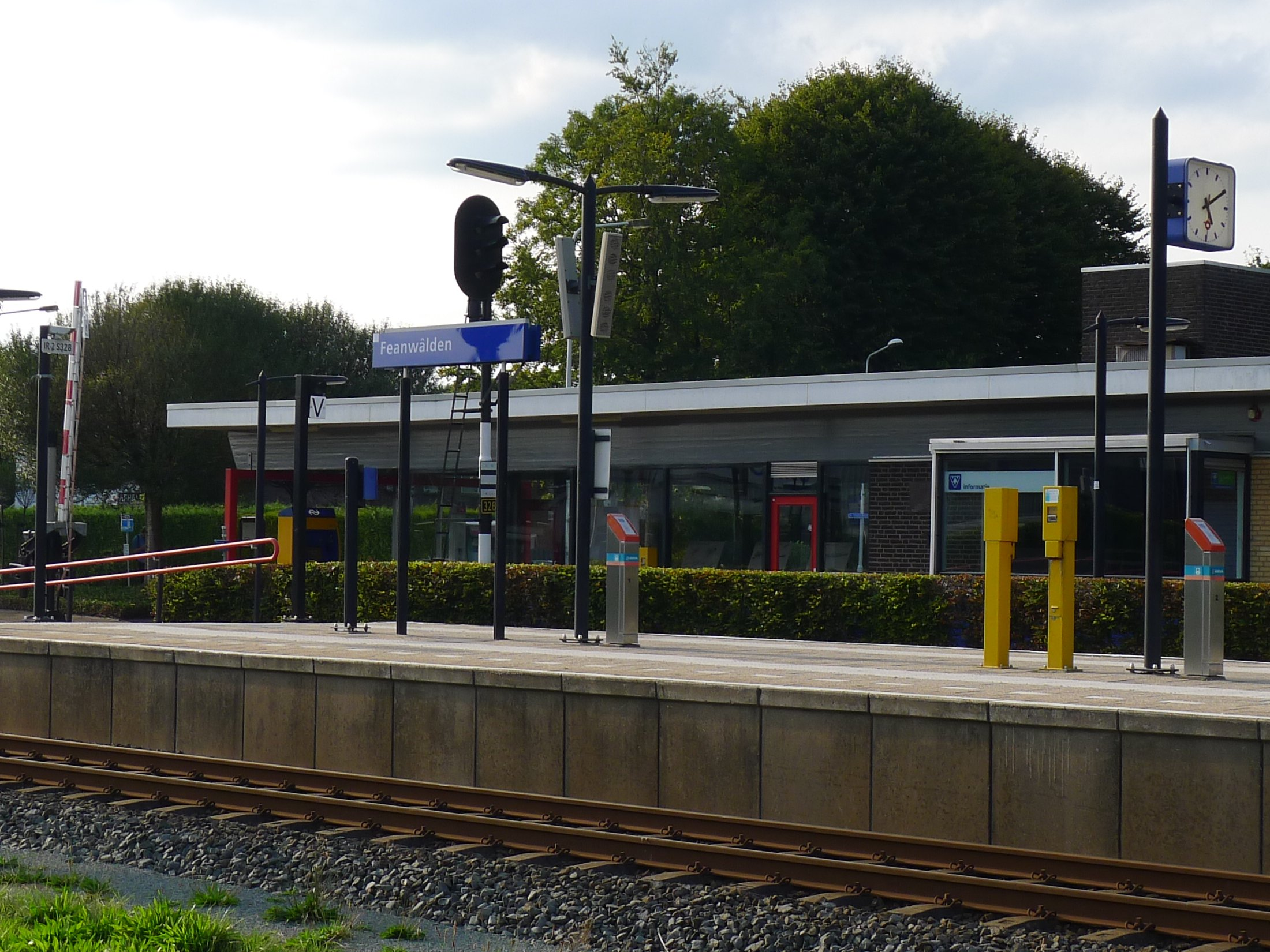

La gare de Veenwouden (en néerlandais station Veenwouden) est une gare néerlandaise située à Veenwouden, dans la province de la Frise.

## Situation ferroviaire
La gare est située sur la ligne de Harlingen à Nieuweschans, traversant d'ouest en est les provinces néerlandaises de Frise et Groningue.

## Service voyageurs
Les trains s'arrêtant à la gare de Veenwouden font partie du service assuré par Arriva reliant Leeuwarden à Groningue.